# Fairmairoplia lophiodonta
Fairmairoplia lophiodonta är en skalbaggsart som beskrevs av Marc Lacroix 1997. Fairmairoplia lophiodonta ingår i släktet Fairmairoplia och familjen Melolonthidae. Inga underarter finns listade i Catalogue of Life.